# Metazygia barueri
Metazygia barueri là một loài nhện trong họ Araneidae.
Loài này thuộc chi Metazygia. Metazygia barueri được Herbert Walter Levi miêu tả năm 1995.